# Comarche dell'Andalusia

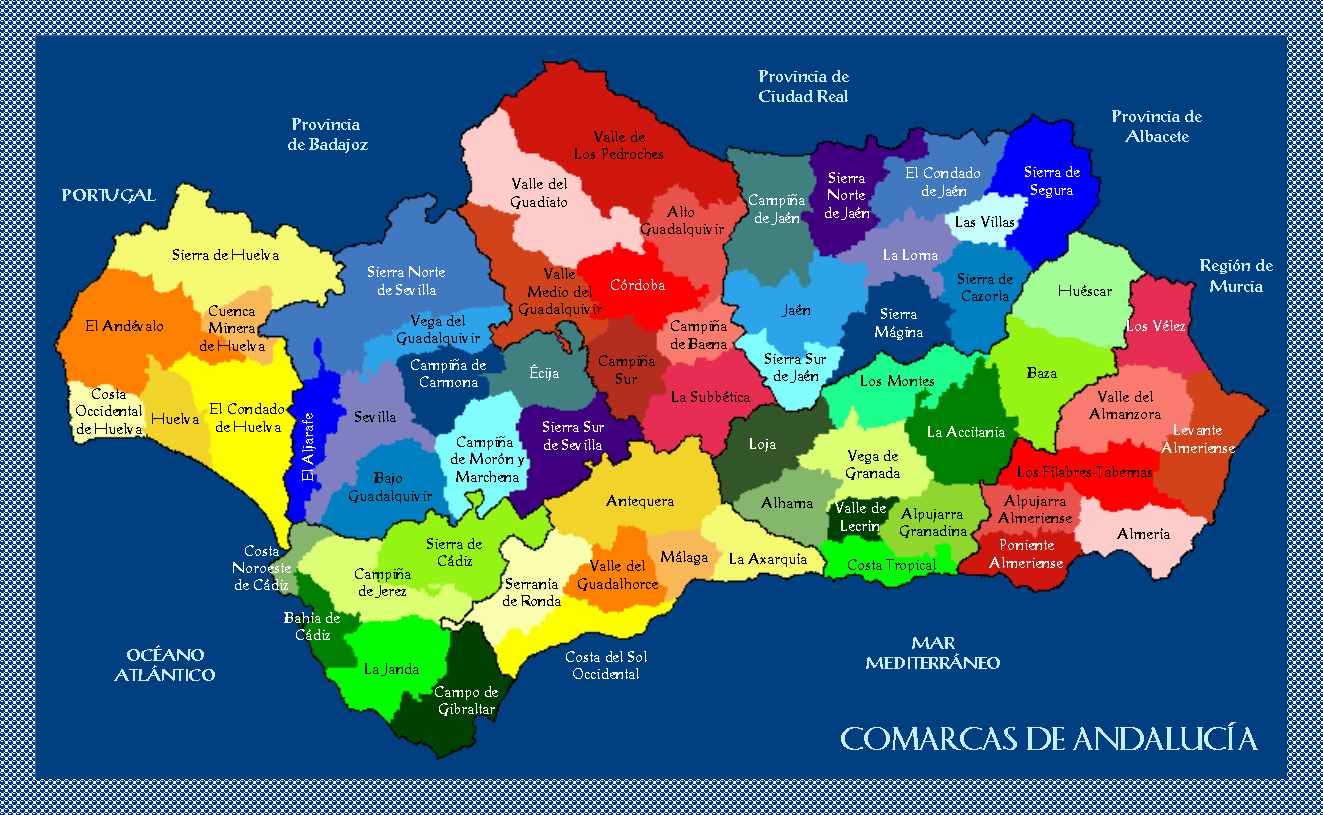
Comarche dell'Andalusia.

La comarca è un ente territoriale spagnolo, intermedio tra le province e i comuni.
Nel caso dell'Andalusia, le comarche non hanno nessuna competenza amministrativa ben definita, a meno che non si tratti dell'organizzazione sovra-comunale di alcuni servizi di base, alla maniera di una mancomunidad spagnola.

## Regolamentazione statutaria
Nello Statuto di Autonomia dell'Andalusia del 2007, le comarche sono regolate con l'articolo 97 del Titolo III, in cui viene definito il significato di comarca e vengono gettate le basi per una loro futura regolamentazione. La figura attuale che più si avvicina alla definizione che lo statuto aveva dato di comarche è quella della mancomunidad. D'altra parte, sta guadagnando una certa dimensione anche lo sviluppo dei gruppi LEADER e PRODER , nati con la finalità di richiedere aiuti europei per lo sviluppo rurale. Attualmente tutti i comuni andalusi fanno parte di qualcuno di questi gruppi, eccetto i capoluoghi e le loro aree metropolitane. Si tratta di gruppi formati da comuni che si uniscono liberamente per interessi economici comuni, dotati di alcuni fondi che in molti casi vengono utilizzati per promuovere la diffusione della loro identità.
L'articolo 97 del Titolo III, sull'organizzazione territoriale della comunità autonoma, recita così:
(Estatuto de Autonomía de Andalucía)

## Elenco
Il consiglio del Turismo e dello Sport della Giunta dell'Andalusia ha pubblicato nel 2003 una possibile definizione di comarca, ovvero «uno spazio geografico con caratteristiche naturali omogenee, dove si producono relazioni sociali di immediatezza e vicinanza, e che presentano caratteristiche naturali, economiche e sociali comuni, nonché gli stessi interessi». In questa maniera si definiscono 62 comarche:
| Comarca                      | Nº di comuni | Superficie (km²) | Popolazione (2009) | Densità (ab./km²) | Città principale       | Provincia |
| ---------------------------- | ------------ | ---------------- | ------------------ | ----------------- | ---------------------- | --------- |
| Alhama                       | 6            | 976              |                    |                   | Alhama de Granada      | Granada   |
| El Aljarafe                  | 30           | 1 136            |                    |                   | Mairena del Aljarafe   | Siviglia  |
| Alpujarra Almeriense         | 22           | 818              |                    |                   | Láujar de Andarax      | Almería   |
| Alpujarra Granadina          | 25           | 1 143            |                    |                   | Órgiva                 | Granada   |
| Alto Guadalquivir            | 8            | 1 299            | 44 931             | 34,6              | Montoro                | Cordova   |
| Andevalo                     | 14           | 2 510            |                    |                   | Valverde del Camino    | Huelva    |
| Antequera                    | 19           | 2 259            | 113 403            | 50,20             | Antequera              | Málaga    |
| Axarquía                     | 31           | 1 025            | 202 325            | 197,39            | Vélez-Málaga           | Malaga    |
| Bahía de Cádiz               | 5            | 607              | 450 000            |                   | Cadice                 | Cadice    |
| Bajo Guadalquivir            | 30           | 1 561            |                    |                   | Utrera                 | Siviglia  |
| Baza                         | 8            | 1 715,4          |                    |                   | Baza                   | Granada   |
| Campiña de Baena             | 5            | 725              | 39 670             | 54,8              | Baena                  | Cordova   |
| Campiña de Carmona           | 4            | 1 138            |                    |                   | Carmona                | Siviglia  |
| Campiña de Jaén              | 10           | 1 741,76         | 67 904             | 38,9              | Andújar                | Jaén      |
| Campiña de Jerez             | 2            | 1 412            |                    |                   | Jerez de la Frontera   | Cadice    |
| Campiña de Morón y Marchena  | 7            | 1 481            |                    |                   | Morón de la Frontera   | Siviglia  |
| Campiña Sur                  | 11           | 1 101,8          | 106 489            | 96,7              | Puente Genil           | Cordova   |
| Campo di Gibilterra          | 7            | 1 528,6          | 263 739            | 172,5             | Algeciras              | Cadice    |
| Condado de Huelva            | 14           | 2 457            |                    |                   | La Palma del Condado   | Huelva    |
| Condado de Jaén              | 7            | 1 488,11         | 23 690             | 16,1              | Santisteban del Puerto | Jaén      |
| Cordova                      | 1            | 1 252            | 322 867            | 257,88            | Cordova                | Cordova   |
| Costa del Sol Occidental     | 9            | 802              | 492 965            | 614,66            | Marbella               | Malaga    |
| Costa Noroeste de Cádiz      | 4            | 360              |                    |                   | Sanlúcar de Barrameda  | Cadice    |
| Costa Occidental de Huelva   | 6            | 694              |                    |                   | Lepe                   | Huelva    |
| Costa Granadina              | 17           | 786,88           |                    |                   | Motril                 | Granada   |
| Cuenca Minera                | 6            | 628              |                    |                   | Minas de Riotinto      | Huelva    |
| Écija                        | 4            | 1 238,36         |                    |                   | Écija                  | Siviglia  |
| Los Filabres - Tabernas      | 18           | 1 466            |                    |                   | Tabernas               | Almería   |
| Guadix                       | 26           | 1 691            |                    |                   | Guadix                 | Granada   |
| Huéscar                      | 6            | 1 814,28         |                    |                   | Huéscar                | Granada   |
| La Janda                     | 7            | 1 537            |                    |                   | Barbate                | Cadice    |
| Levante Almeriense           | 13           | 1 586            |                    |                   | Huércal-Overa          | Almería   |
| Loja                         | 10           | 1 305,12         |                    |                   | Loja                   | Granada   |
| La Loma                      | 10           | 1 037,4          | 79 371             | 76,5              | Úbeda                  | Jaén      |
| Málaga-Costa del Sol         | 1            | 395              | 568 305            | 1 438,75          | Malaga                 | Malaga    |
| Metropolitana di Almeria     | 9            | 1 159            |                    |                   | Almería                | Almería   |
| Metropolitana di Huelva      | 7            | 848              |                    |                   | Huelva                 | Huelva    |
| Metropolitana di Jaén        | 16           | 1 755,56         | 223 510            | 128,57            | Jaén                   | Jaén      |
| Metropolitana di Siviglia    | 22           | 1 489            |                    |                   | Siviglia               | Siviglia  |
| Los Montes                   | 18           | 1 400            |                    |                   | Iznalloz               | Granada   |
| Poniente Almeriense          | 9            | 971              |                    |                   | El Ejido               | Almería   |
| Serranía de Ronda            | 21           | 1 256            | 55 838             | 44,45             | Ronda                  | Malaga    |
| Sierra de Cádiz              | 19           | 1 949            |                    |                   | Arcos de la Frontera   | Cadice    |
| Sierra de Cazorla            | 9            | 1 330,72         | 34 138             | 25,5              | Cazorla                | Jaén      |
| Sierra de Huelva             | 29           | 3 046            |                    |                   | Aracena                | Huelva    |
| Sierra Mágina                | 14           | 1 389,4          | 42 172             | 30,5              | Jódar                  | Jaén      |
| Sierra de las Nieves         | 9            | 682              | 21 587             | 31,65             | Yunquera               | Malaga    |
| Sierra Morena di Jaén        | 9            | 1 396,7          | 105 848            | 75,6              | Linares                | Jaén      |
| Sierra Norte de Sevilla      | 18           | 3 779            |                    |                   | Guillena               | Siviglia  |
| Sierra de Segura             | 13           | 1 931            | 26 587             | 13,8              | Beas de Segura         | Jaén      |
| Sierra Sur de Jaén           | 5            | 784,27           | 44 487             | 56,5              | Alcalá la Real         | Jaén      |
| Sierra Sur de Sevilla        | 19           | 1 585            |                    |                   | Estepa                 | Siviglia  |
| La Subbética                 | 14           | 1 597            | 126 802            | 79,4              | Lucena                 | Cordova   |
| Valle del Almanzora          | 27           | 1 631            |                    |                   | Albox                  | Almería   |
| Valle del Guadalhorce        | 8            | 804              | 130 932            | 162,85            | Coín                   | Malaga    |
| Valle del Guadiato           | 11           | 2 493            |                    | 12,8              | Peñarroya-Pueblonuevo  | Cordova   |
| Valle de Lecrín              | 8            | 460              |                    |                   | Dúrcal                 | Granada   |
| Los Pedroches                | 17           | 3 612            | 56 512             | 15,6              | Pozoblanco             | Cordova   |
| Valle Medio del Guadalquivir | 8            | 1 691            | 69 353             | 41,01             | Palma del Río          | Cordova   |
| Vega de Granada              | 41           | 1 363,22         |                    |                   | Granada                | Granada   |
| Vega del Guadalquivir        | 11           | 908              |                    |                   | Lora del Río           | Siviglia  |
| Los Vélez                    | 4            | 1 145            |                    |                   | Vélez-Rubio            | Almería   |
| Las Villas                   | 4            | 556,38           | 22 091             | 40                | Villacarrillo          | Jaén      |